# Edrovice

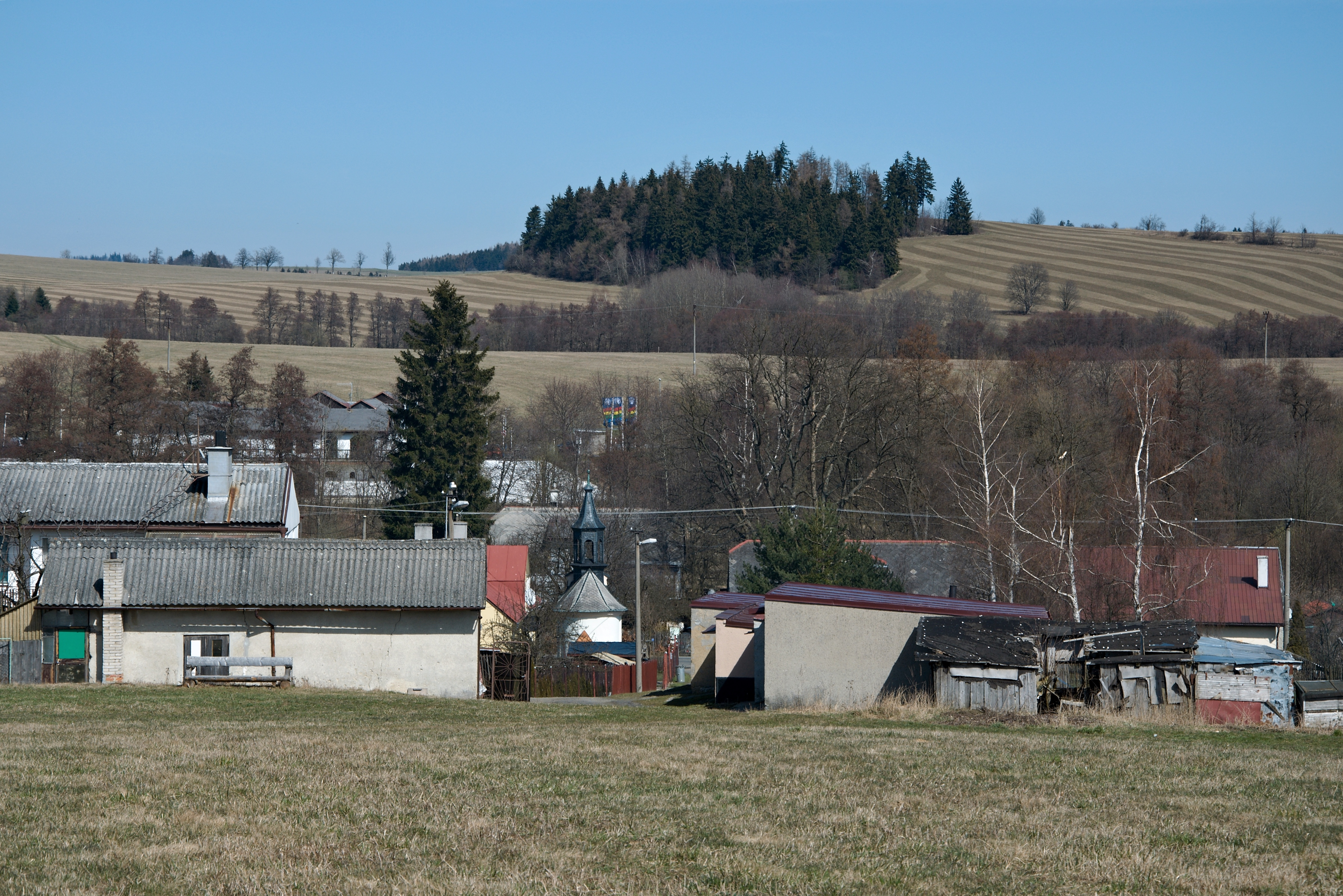
Blick über das Ortszentrum (2016)

Edrovice (deutsch Edersdorf) ist ein Ortsteil von Rýmařov (deutsch Römerstadt) im Okres Bruntál im mährischen Moravskoslezský kraj der Tschechischen Republik.

## Geographische Lage
Edrovice liegt in den Sudeten liegt am Lauf des Podolskybachs (Podolský potok) zwischen Rýmařov und Janovice und zwischen den Berghängen des Niederen Gesenkes (Nízký Jeseník) und Altvatergebirges (Hrubý Jeseník), etwa 50 km nördlich der Stadt Olmütz.

## Geschichte
Der Gutsbesitzer Hanuš Vít Eder aus Štiavnice legte den Ort 1563 für von ihm beschäftigte Leineweber an. Die Weberei war der Haupterwerbszweig der Einwohner, in geringem Umfang betrieben sie auch Landwirtschaft. Im 20. Jahrhundert verschmolz es mit den benachbarten Orten Rýmařov und Janovice zu einer zusammenhängenden Siedlung. Seit 1962 ist Edrovice ein Ortsteil von Rýmařov
Ab 1938/39 lag Edersdorf als eine selbstständige Gemeinde im Reichsgau Sudetenland, Landkreis Römerstadt, Regierungsbezirk Troppau. Hier lebten im Jahre 1939 522 Einwohner. Nach Ende des Zweiten Weltkrieges 1945 mussten die meisten deutschen Bewohner des Ortes diesen zwangsweise räumen und die Tschechoslowakei für immer verlassen. Seit 1962 ist Edrovice ein Ortsteil von Rýmařov.